# جزیره سالت‌اسپرینگ
جزیره سالت‌اسپرینگ (به انگلیسی: Salt Spring Island) یکی از جزایر خلیج در تنگه جورجیا است که بین سرزمین اصلی بریتیش کلمبیا، کانادا و جزیره ونکوور واقع شده‌است. جزیره سالت‌اسپرینگ ۱۰٬۵۵۷ نفر جمعیت دارد.